# Korongoni
Korongoni ist ein Verwaltungsbezirk (Ward) des Distrikts Moshi (MC) in der tansanischen Region Kilimandscharo.

## Geografie
Korongoni liegt im Nordosten von Tansania südwestlich des Zentrums der Regionshauptstadt Moshi. Im Bezirk liegt der Flughafen Moshi.
Der Bezirk grenzt im Nordosten an Kiusa, im Osten an Bondeni, im Südosten an Pasua, im Süden kurz an Arusha Chini, im Südwesten an Shirimatunda und im Nordwesten an Karanga. Bei der Volkszählung 2022 lebten 5671 Menschen in 1891 Haushalten auf einer Fläche von 3,5 Quadratkilometern.

## Gliederung
Der Bezirk besteht aus drei Stadtteilen (Mtaa):
- Korongoni
- Vijana
- Viwanda

## Wirtschaft und Infrastruktur
- Bildung: Im Bezirk gibt es keine weiterführende Schule.[8]
- Gesundheit: In Korongoni liegt eine staatliche Apotheke.[9]
- Flughafen: Der Flughafen Moshi hat zwei Landebahnen. Landebahn 08/26 hat eine Länge von 1268 Metern, Landebahn 18/36 ist 1480 Meter lang.[10] Im Jahr 2024 fanden keine Linienflüge von und nach Moshi Airport statt.

## Sonstiges
Über das Missionskloster Wernberg arbeiteten in den Jahren 2016 und 2017 Praktikantinnen in der katholischen Pfarre Korongoni.